# Eppinger Straße 72 (Böckingen)

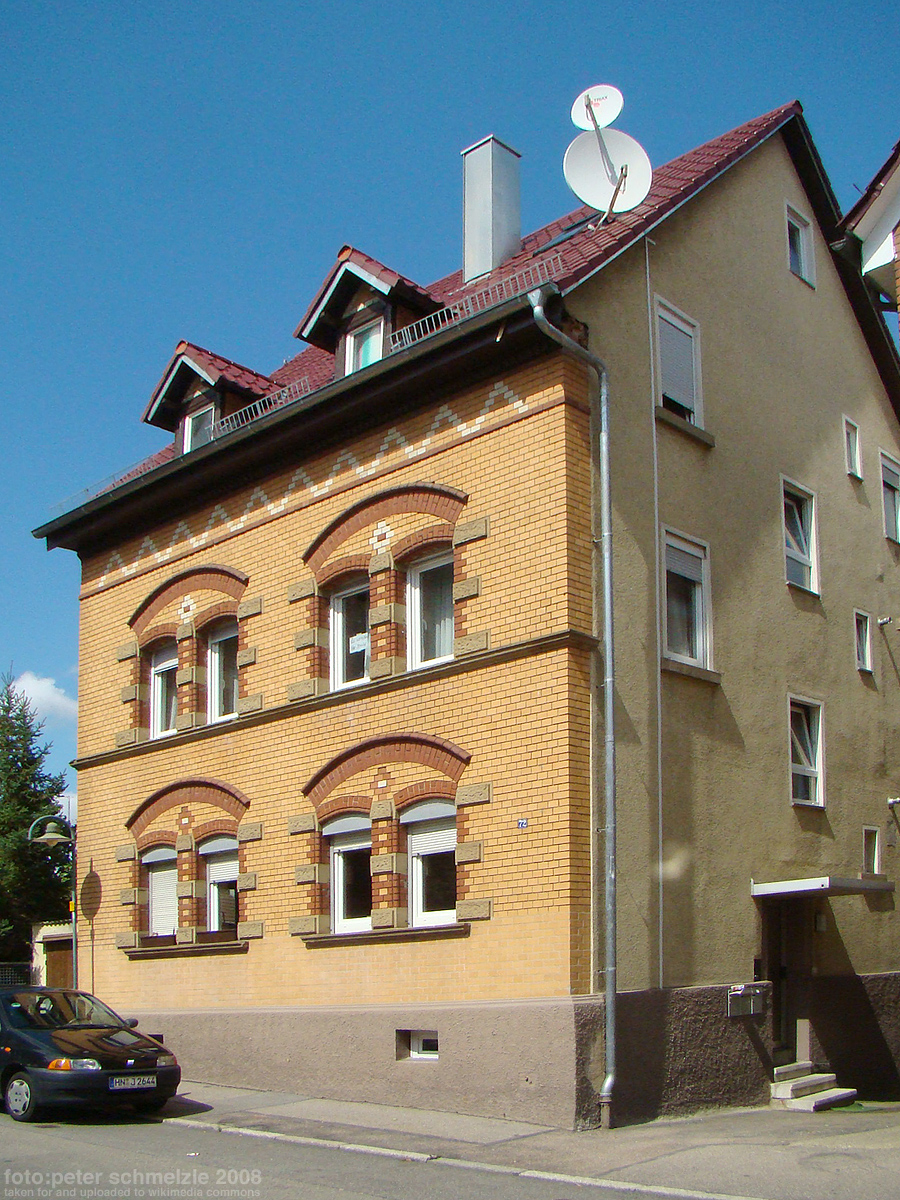
Eppinger Straße 72 in Heilbronn-Böckingen

Das Wohnhaus Eppinger Straße 72 im Heilbronner Stadtteil Böckingen ist ein privater Profanbau, der nach Plänen des Gemeinderats und Maurermeisters Adolf Stegmüller um die Wende des 19. zum 20. Jahrhundert errichtet worden ist. Das denkmalgeschützte Gebäude gilt als Kulturdenkmal.

## Beschreibung
Das Wohnhaus ist ein traufständiger, zweistöckiger Sichtziegelbau. Die Fassade wird spiegelsymmetrisch durch Fensterachsen gegliedert. Die Zwillingsfenster bestehen jeweils aus Korbbogen-Fenstern. Diese werden durch einen gemeinsamen Segmentbogen in farblich kontrastierendem Sichtziegelwerk als Fensterbekrönung zusammengefasst. Weiterhin zeigt das Fenstergewände Bosse in Sandstein. Ein Stockwerkgesims wird durch ein profiliertes Gesims in Sandstein dargestellt. Das Gesims unterhalb der Dachtraufe wird durch ein profiliertes Gesims in Sichtziegelwerk dargestellt. Ein Zick-Zack-Fries unterhalb der Dachtraufe schmückt die Fassade.

## Geschichte
Bauherr Stegmüller ließ in der Eppinger Straße insgesamt sechs unmittelbar benachbarte Gebäude in dekorativer Sichtziegelbauweise errichten. Neben diesem Gebäude waren dies Nr. 47/49, Nr. 51, Nr. 64, Nr. 66 und Nr. 68.